# Konstytucja Naddniestrza
Konstytucja Naddniestrzańskiej Republiki Mołdawskiej – ustawa zasadnicza Naddniestrza. Przyjęta została w ogólnonarodowym referendum 24 grudnia 1995 i podpisana przez prezydenta Naddniestrzańskiej Republiki Mołdawskiej 17 stycznia 1996 roku.

## Historia
Pierwszą Konstytucję Naddniestrza przyjęto 2 września 1991 roku. Republika określona została w niej jako suwerenne i niepodległe państwo w składzie ZSRR (pod nazwą Naddniestrzańska SRR).
Aktualną Konstytucję NRM przyjęto w wyniku ogólnonarodowego referendum 24 grudnia 1995 roku. Za przedłożonym pod głosowanie tekstem opowiedziało się 82% wyborców. Na pamiątkę tego wydarzenia 24 grudnia ustanowiony został w Naddniestrzu Dniem Konstytucji.
30 czerwca 2000 wprowadzono zmiany w Konstytucji. Przekształciły one państwo z republiki parlamentarno-prezydenckiej w prezydencką, dwuizbowy parlament zastąpiony został przez parlament unikameralny, przy czym jego liczebność zmniejszyła się z 67 do 43 członków. Zlikwidowany został również przepis o możliwości sprawowania przez tę samą osobę urzędu prezydenta przez maksymalnie dwie kadencje z rzędu.
6 kwietnia 2003 odbyło się referendum w kwestii wprowadzenia prywatnej własności ziemskiej. Z powodu zbyt niskiej frekwencji zostało ono jednak uznane za nieważne.

## Podział Konstytucji
Konstytucja Naddniestrza składa się z preambuły, 5 rozdziałów, 106 artykułów części zasadniczej oraz 7 artykułów zawierających przepisy przejściowe i końcowe.  
- Rozdział 1. Podstawy ustroju konstytucyjnego.

- Rozdział 2. Prawa, wolności, obowiązki i gwarancje człowieka i obywatela.

- Rozdział 3. Podstawy administracji państwowej.
  - Część  1. Ewolucja podstaw ustroju konstytucyjnego.
  - Część 2. Rada Najwyższa Naddniestrzańskiej Republiki Mołdawskiej.
  - Część 3. Prezydent Naddniestrzańskiej Republiki Mołdawskiej. Władza wykonawcza.
  - Część 4. Terenowa administracja państwowa i samorząd lokalny.
  - Część 5. Władza sądownicza.
  - Część 6. Prokuratura.
  - Część 7. Obrona, bezpieczeństwo i działalność organów ochrony prawnej.
  - Część 8. System finansowy i budżetowy.

- Rozdział 4. Zmiana Konstytucji.

- Rozdział 5. Przepisy przejściowe i końcowe.